# Talegalla
A Talegalla a madarak osztályának tyúkalakúak (Galliformes) rendjébe és az ásótyúkfélék (Megapodiidae) családjába tartozó nem.

## Rendszerezés
A nembe az alábbi 3 faj tartozik:
- vöröscsőrű talegallatyúk (Talegalla cuvieri)
- feketecsőrű talegallatyúk (Talegalla fuscirostris)
- galléros talegallatyúk (Talegalla jobiensis)